# میشل آندریو
میشل آندریو (انگلیسی: Michel Andrieux؛ زادهٔ ۲۸ آوریل ۱۹۶۷) قایقران روئینگ اهل فرانسه است.